# Edward Simoni
Edward Simoni, bürgerlich Edward Krok (* 7. August 1959 in Beuthen, Oberschlesien), ist ein deutsch-polnischer Panflötist bzw. Multi-Instrumentalist sowie Komponist und Arrangeur.

## Leben
Im polnischen Teil Oberschlesiens aufgewachsen, begann Simoni im Alter von sieben Jahren auf der staatlichen Musikschule in Bytom mit Violin- und Klavierunterricht. Mit 14 Jahren lernte er Querflöte, die neben dem Klavier auch sein Hauptinstrument auf der staatlichen Musikschule in Königshütte (Chorzów), Oberschlesien wurde. Später erlernte er autodidaktisch die Panflöte, mit der er mehrere Schallplatten aufnahm. Sein erstes Album brachte ihm eine Goldene Schallplatte ein. Inzwischen sind zwei seiner Alben mit Gold bzw. Platin ausgezeichnet worden.
1991 war Simoni als erster Instrumentalist dieser Sendung in der ZDF-Hitparade in Berlin zu Gast und belegte mit seiner Eigenkomposition Pan-Träume zweimal hintereinander Platz eins.
Neben James Last hat Simoni bereits mit vielen internationalen Künstlern zusammengearbeitet, u. a. mit der russischen Harfenistin Tatjana Seyffert und dem Tenor Francisco Araiza aus Mexiko. Auch mit Christian Franke und Mundharmonika-Spieler Michael Hirte hat er bereits Duette aufgenommen. Mit dem Titel Der Apfelbaum (im Duett mit Christian Franke) erreichte Simoni erstmals die deutschen Singlecharts.
Die Musik Simonis ist dem Easy Listening und der E-, U- und F-Musik zuzuordnen. Generell aber wurde seine musikalische Entwicklung von der Klassik und Rockmusik beeinflusst, wodurch er ein breites musikalisches Spektrum besitzt, was von der Romantik bis zum melodischen Techno reicht.
Zu Simonis Vorbildern, die sein musikalisches Schaffen geprägt haben, gehören u. a. der britische Querflötist Ian Anderson (Jethro Tull), der US-amerikanische Geiger Jerry Goodman, der tschechische Keyboarder Jan Hammer sowie der griechische Komponist Vangelis. Darüber hinaus hat sich Simoni seit seiner Jugend von der polnischen Band Die Roten Gitarren (Czerwone Gitary) musikalisch inspirieren lassen, besonders von den melodischen Kompositionen von Seweryn Krajewski.
Im März 2021 war er Gast in der TV-Sendung Goldene Schlager Juwelen-Deutsche Hits und ihre Geschichte von Kay Dörfel auf Gute Laune TV und startete mit der Comeback-Single Over The Rainbow in sein 30. Jubiläumsjahr.
In Zusammenarbeit mit seinem neuen Exklusivmanagement, der Thüringer Musik- & Medienfirma Stimmungszeit, entstanden während der Corona-Pandemie unter dem Musiklabel Telamo eine 5-fach CD-Box mit dem Titel Meisterwerke meines Lebens und eine DVD.

## Ehrungen
- Goldene Stimmgabel 1991
- 8 × Goldene Schallplatte
- 3 × Platine Schallplatte

## Diskografie

### Alben
- 1990 – Pan-Träume (CH: Gold)
- 1991 – Festliches Panflöten-Konzert
- 1992 – Pan-Romanze
- 1993 – Pan-Phantasien
- 1994 – Frieden für alle auf der Welt
- 1995 – Seine größten Panflöten-Hits
- 1996 – Je t’aime
- 1997 – Magie der Ferne
- 1998 – Pan-Magie
- 1998 – Lieder zum Träumen
- 1999 – Eine ferne Melodie (mit Alexis)
- 2000 – Jenny, kleine Jenny
- 2001 – Feuertänzer
- 2001 – Die Zauberwelt der Panflöte
- 2003 – Wie ein Flügelschlag
- 2003 – Pan-Serenade
- 2004 – Schwerelos geborgen (mit Alexis)
- 2005 – Pan-Welthits (u. a. zwei Titel mit Tenor Francisco Araiza)
- 2007 – Das Beste (u. a. zwei Titel mit Trompeter Vlado Kumpan)
- 2010 – All The Best – For You
- 2012 – Leben! (mit Christian Franke)
- 2012 – Weltreise der Melodien
- 2014 – Melodien meines Herzens
- 2016 – Ave Maria – Die schönsten sakralen Lieder
- 2016 – 25 Jahre – Die ultimative Best Of (inkl. Duett mit Andy Borg)
- 2020 – Welthits für Millionen
- 2021 – Meisterwerke meines Lebens – Die ultimative 5’er CD-Kollektion (inkl. Duette mit Zweiklang)
- 2021 – Meisterwerke meines Lebens – Doppel-CD (inkl. Duett mit Zweiklang)

### DVD
- 2021 – 30 Jahre Panträume – DVD (inkl. Duette mit Zweiklang)

### Singles
- 1993 – Wer die Augen schließt (wird nie die Wahrheit seh’n) (als Teil von Mut zur Menschlichkeit)
- 2020 – Sterne der Weihnacht (Merry Christmas)
- 2021 – Over the Rainbow
- 2021 – Flying

Darüber hinaus ist Edward Simonis Musik auch auf zahlreichen Samplern vertreten.